# تپه باباگردعلی ۴
تپه باباگردعلی ۴ در شهرستان کوهدشت، بخش طرهان، ۲/۷ کیلومتری جنوب شهر گراب واقع شده و این اثر در تاریخ ۲۸ اسفند ۱۳۸۵ با شمارهٔ ثبت ۱۸۲۹۳ به‌عنوان یکی از آثار ملی ایران به ثبت رسیده است.